# 알와하트주

알와하트주

알와하트주(아랍어: الواحات)는 리비아 동부에 위치한 주로, 주도는 아지다비야이며 인구는 177,047명(2006년 기준)이다. 주 이름은 아랍어로 "오아시스"를 뜻한다. 북쪽으로는 벵가지와 알마르즈주, 알자발알아크다르주, 데르나주, 남쪽으로는 쿠프라주, 서쪽으로는 시르테주, 동쪽으로는 부트난주와 인접해 있다.

## 지리
알 와하트 주는 전통적으로 반건조 지대인 키레나이카의 일부였다. 이 지역을 지나는 하천은 없지만 지하수 대수층이 풍부하며, 리비아에서 가장 큰 수로인 와디 알 하민이 알와하트주의 북쪽을 지나는데, 이 수로는 고대 나일강의 경로로 생각되고 있다. 연간 강수량은 130mm이다.